# Белвидир (Илиноис)
Белвидир (енгл. Belvidere) град је у америчкој савезној држави Илиноис. По попису становништва из 2010. у њему је живело 25.585 становника.

## Демографија
Према попису становништва из 2010. у граду је живело 25.585 становника, што је 4.765 (22,9%) становника више него 2000. године.
| Група             | 2000.          | 2010.          |
| Белци             | 16.063 (77,2%) | 16.527 (64,6%) |
| Афроамериканци    | 239 (1,1%)     | 671 (2,6%)     |
| Азијати           | 94 (0,5%)      | 256 (1,0%)     |
| Хиспаноамериканци | 4.179 (20,1%)  | 7.838 (30,6%)  |
| Укупно            | 20.820         | 25.585         |